# サム・ノークス
サム・ノークス（Sam Noakes、1997年7月20日 - ）は、イングランドのプロボクサー。ケント州メイドストーン出身。

## 経歴
ウェストリーABCでアマチュアボクサーとして活動し、イングランドボクシング全国アマチュア選手権のライトウェルター級タイトルを獲得した後、ノークスは2019年7月にフランク・ウォーレンのクイーンズベリー・プロモーションズと4年間のプロ契約を結び、プロ転向を果たした。プロデビュー戦は2019年9月27日、ロイヤル・アルバート・ホールで開催され、対戦相手のクリス・アダウェイが最終ラウンド前に棄権したため、ストップ勝利を収めた。2022年11月26日、ロンドンのO2アリーナでカルビン・マッコードを4ラウンドTKOで破り、空位のコモンウェルスライト級王座を獲得した。2024年2月10日、ロンドンのカッパーボックス・アリーナでルイス・シルベスターを4ラウンドTKOで破り、空位の英国ライト級王座を獲得した。2024年4月20日、ロンドンのヨーク・ホールでフランス人ボクサーイヴァン・メンディに判定勝ちし、空位の欧州ライト級王座を獲得した。2024年9月6日、ヨーク・ホールでイタリアの挑戦者ジャンルカ・チェーリアを8ラウンド終了時に棄権に追い込み、欧州王座の初防衛に成功した。2024年10月、ノークスはクイーンズベリーとの契約を延長した。2024年12月7日、ロンドンのウェンブリー・アリーナでライアン・ウォルシュに判定勝ちし、英国およびコモンウェルス王座を防衛した。 2024年、欧州ボクシング連合の年間最優秀男子選手に選出された。2025年5月10日、欧州王座を返上した後、ノッティンガム・アリーナでパトリック・バラスを3ラウンドKOで破った。2025年11月にサウジアラビアリヤドで、無敗のアブドラ・メイソンと空位のWBOライト級王座を争う予定である。

## 私生活
ノークスの弟ショーン・ノークスもプロボクサーである。

## 獲得タイトル
- BBBofCライト級王座
- コモンウェルスライト級王座
- EBU欧州ライト級王座
- WBCインターナショナルライト級シルバー王座
- WBOインターナショナルライト級王座